# تيار مستمر
التيار المستمر (بالإنجليزية: Direct current)‏ ويرمز له (DC) هو التدفق الاتجاهي الوحيد للشحنة الكهربائية. تعتبر الخلية الكهروكيميائية مثالًا رئيسيًا على طاقة التيار المستمر. قد يتدفق التيار المباشر عبر موصل مثل السلك، ولكن يمكن أيضًا أن يتدفق عبر أشباه الموصلات، أو العوازل، أو حتى من خلال فراغ كما هو الحال في الحزم الإلكترونية أو الأيونية. يتدفق التيار الكهربائي في اتجاه ثابت، ويميزه عن التيار المتردد (AC). كان المصطلح المستخدم سابقًا لهذا النوع من التيار هو التيار الكلفاني.
غالبًا ما يتم استخدام الاختصارات AC و DC للدلالة على التناوب والتناوب المباشر، كما هو الحال عند تعديل التيار أو الجهد.
يمكن تحويل التيار المباشر من مصدر تيار متناوب باستخدام مقوم يحتوي على عناصر إلكترونية (عادة) أو عناصر كهروميكانيكية (تاريخيًا) تسمح للتيار بالتدفق في اتجاه واحد فقط. يمكن تحويل التيار المباشر إلى تيار متناوب عبر العاكس.
للتيار المستمر العديد من الاستخدامات، من شحن البطاريات إلى مصادر الطاقة الكبيرة للأنظمة الإلكترونية والمحركات وغير ذلك. يتم استخدام كميات كبيرة جدًا من الطاقة الكهربائية التي يتم توفيرها عبر التيار المباشر في صهر الألومنيوم والعمليات الكهروكيميائية الأخرى. كما أنها تستخدم لبعض خطوط السكك الحديدية، وخاصة في المناطق الحضرية. يستخدم التيار المباشر عالي الجهد لنقل كميات كبيرة من الطاقة من مواقع التوليد البعيدة أو لربط شبكات التيار المتناوب.

## تعريفات مختلفة

أنواع التيار المستمر

يستخدم المصطلح DC للإشارة إلى أنظمة الطاقة التي تستخدم قطبية واحدة فقط للجهد أو التيار، وللإشارة إلى القيمة المتوسطة المحلية الثابتة أو ذات التردد الصفري أو المتغيرة ببطء للجهد أو التيار. على سبيل المثال، الجهد عبر مصدر جهد تيار مستمر ثابت كما هو الحال من خلال مصدر تيار مستمر. حل التيار المستمر للدارة الكهربائية هو الحل حيث تكون جميع الفولتية والتيارات ثابتة. يمكن إثبات أن أي جهد ثابت أو شكل موجة تيار يمكن أن يتحلل إلى مجموع مكون من مكونات التيار المستمر ومكون متغير الوقت بمتوسط صفري؛ يتم تعريف مكون التيار المستمر على أنه القيمة المتوقعة، أو متوسط قيمة الجهد أو التيار طوال الوقت.
على الرغم من أن DC تعني «تيار مباشر»، إلا أن DC يشير غالبًا إلى «قطبية ثابتة». بموجب هذا التعريف، يمكن أن تختلف الفولتية DC في الوقت المناسب، كما يظهر في الإخراج الأولي لمعدل أو الإشارة الصوتية المتقلبة على خط الهاتف.
بعض أشكال التيار المستمر (مثل تلك التي ينتجها منظم الجهد) لا تحتوي تقريبًا على أي اختلافات في الجهد، ولكنها قد لا تزال تحتوي على اختلافات في طاقة الخرج والتيار.

## الدوائر
دائرة التيار المباشر عبارة عن دائرة كهربائية تتكون من أي مجموعة من مصادر الجهد الثابت ومصادر التيار الثابت والمقاومات. في هذه الحالة، تكون الفولتية والتيارات في الدائرة مستقلة عن الوقت. لا يعتمد جهد أو تيار معين في الدائرة على القيمة السابقة لأي جهد أو تيار دائري. هذا يعني أن نظام المعادلات التي تمثل دائرة التيار المستمر لا يتضمن تكاملات أو مشتقات فيما يتعلق بالوقت.
إذا تمت إضافة مكثف أو محث إلى دائرة تيار مستمر، فإن الدائرة الناتجة ليست، بالمعنى الدقيق للكلمة، دائرة تيار مستمر. ومع ذلك، فإن معظم هذه الدوائر لديها حل التيار المستمر. يعطي هذا الحل الفولتية والتيارات الدائرة عندما تكون الدائرة في حالة ثابتة للتيار المستمر. يتم تمثيل هذه الدائرة بواسطة نظام المعادلات التفاضلية. عادةً ما يحتوي حل هذه المعادلات على جزء زمني متغير أو عابر بالإضافة إلى جزء ثابت أو ثابت. إنه جزء الحالة المستقرة هذا هو حل DC. هناك بعض الدوائر التي لا تحتوي على حل التيار المستمر. مثالان بسيطان هما مصدر تيار ثابت متصل بمكثف ومصدر جهد ثابت متصل بمحث.
في الإلكترونيات، من الشائع الإشارة إلى دائرة يتم تشغيلها بواسطة مصدر جهد تيار مستمر مثل البطارية أو خرج مصدر طاقة تيار مستمر كدائرة تيار مستمر على الرغم من أن المقصود هو أن الدائرة تعمل بالتيار المستمر.

## التطبيقات

### المباني المنزلية والتجارية

هذا الرمز الذي يمكن تمثيله بحرف يونيكود U + 2393 (⎓) موجود في العديد من الأجهزة الإلكترونية التي تتطلب أو تنتج تيارًا مستمرًا.

يوجد التيار المستمر بشكل شائع في العديد من تطبيقات الجهد شديد الانخفاض وبعض تطبيقات الجهد المنخفض، خاصةً عندما يتم تشغيلها بواسطة البطاريات أو أنظمة الطاقة الشمسية (حيث يمكن لكليهما إنتاج التيار المستمر فقط).
تتطلب معظم الدوائر الإلكترونية مزود طاقة تيار مستمر.
عادةً ما تحتوي تركيبات التيار المستمر المحلية على أنواع مختلفة من المقابس والموصلات والمفاتيح والمصابيح من تلك المناسبة للتيار المتردد. هذا يرجع في الغالب إلى الفولتية المنخفضة المستخدمة، مما ينتج عنه تيارات أعلى لإنتاج نفس القدر من الطاقة.
عادة ما يكون من المهم مع جهاز التيار المستمر مراقبة القطبية، ما لم يكن للجهاز قنطرة دايود لتصحيح ذلك.
EMerge Alliance هي جمعية صناعية مفتوحة تعمل على تطوير معايير توزيع طاقة التيار المستمر في المنازل الهجينة والمباني التجارية.

### السيارات
تستخدم معظم تطبيقات السيارات التيار المستمر. توفر بطارية السيارة الطاقة لبدء تشغيل المحرك والإضاءة ونظام الإشعال. المنوب هو جهاز تيار متردد يستخدم قومًا لإنتاج التيار المستمر لشحن البطارية. تستخدم معظم سيارات الركاب على الطرق السريعة أنظمة 12 فولت. تستخدم العديد من الشاحنات الثقيلة أو المعدات الزراعية أو معدات تحريك التربة بمحركات الديزل أنظمة 24 فولت. في بعض السيارات القديمة، تم استخدام 6 فولت، كما هو الحال في فولكس فاغن بيتل الكلاسيكية الأصلية. في وقت من الأوقات، تم النظر في وجود نظام كهربائي بجهد 42 فولت للسيارات، ولكن هذا لم يجد فائدة تذكر. لتوفير الوزن والأسلاك، غالبًا ما يتم توصيل الإطار المعدني للسيارة بقطب واحد من البطارية ويستخدم كموصل إرجاع في الدائرة. غالبًا ما يكون القطب السالب هو اتصال الهيكل «الأرضي»، ولكن يمكن استخدام الأرضية الإيجابية في بعض المركبات ذات العجلات أو المركبات البحرية.

### الاتصالات
تستخدم معدات الاتصالات الخاصة بالتبادل الهاتفي مصدر طاقة قياسي 48 فولت تيار مستمر. يتم تحقيق القطبية السالبة عن طريق تأريض الطرف الموجب لنظام إمداد الطاقة وبنك البطارية. يتم ذلك لمنع ترسبات التحليل الكهربائي. تشتمل تركيبات الهاتف على نظام بطارية لضمان الحفاظ على الطاقة لخطوط المشتركين أثناء انقطاع التيار الكهربائي.
قد يتم تشغيل الأجهزة الأخرى من نظام الاتصالات السلكية واللاسلكية باستخدام محول DC-DC لتوفير أي جهد مناسب.
تتصل العديد من الهواتف بزوج من الأسلاك الملتوية، وتستخدم حرف الإنطلاق المتحيز لفصل مكون التيار المتردد للجهد الكهربي بين السلكين (الإشارة الصوتية) عن مكون التيار المستمر للجهد بين السلكين (المستخدم لتشغيل الهاتف).

### نقل الطاقة عالي الجهد
تستخدم أنظمة نقل الطاقة الكهربائية ذات الجهد العالي المباشر (HVDC) التيار المستمر لنقل كميات كبيرة من الطاقة الكهربائية، على عكس أنظمة التيار المتردد الأكثر شيوعًا. بالنسبة للنقل لمسافات طويلة، قد تكون أنظمة HVDC أقل تكلفة وتعاني من خسائر كهربائية أقل.

### أخرى
التطبيقات التي تستخدم خلايا الوقود (خلط الهيدروجين والأكسجين مع محفز لإنتاج الكهرباء والماء كمنتجات ثانوية) تنتج أيضًا التيار المستمر فقط.
عادةً ما تكون الأنظمة الكهربائية للطائرات الخفيفة 12 فولت أو 24 فولت تيار مستمر على غرار السيارات.